# Paralabis
A Paralabis az emlősök (Mammalia) osztályának párosujjú patások (Artiodactyla) rendjébe, ezen belül a tevefélék (Camelidae) családjába tartozó fosszilis nem.

## Tudnivalók
A Paralabis az oligocén korban élt, körülbelül ezelőtt 33,3-30,8 millió évvel - 2,5 millió éven keresztül maradott fenn, ott ahol ma az észak-amerikai Nebraska keleti része, valamint Wyoming állam fekszenek. Ebből a fosszilis tevenemből eddig csak egy faj került elő, az úgynevezett Paralabis cedrensis.
1921-ben, Lull alnemként írta le a taxont; 1966-ban Malcolm McKenna amerikai paleontológus nemi szintre emelte és a tevefélék közé sorolta be. 1998-ban, Honey és társai megerősítették a besorolást.
M. Mendoza, C. M. Janis, és P. Palmqvist őslénykutatók, négy példánynak próbálták felbecsülni a testtömegét. Ezekre az adatokra jutottak:	
- 1. példány: 92 kilogramm
- 2. példány: 49,7 kilogramm
- 3. példány: 37 kilogramm
- 4. példány: 33,8 kilogramm

Ezekből a becsült adatokból ítélve, a szóban forgó tevefaj kisméretű lehetett.

## Fordítás
- Ez a szócikk részben vagy egészben  a   Paralabis című angol Wikipédia-szócikk ezen változatának fordításán alapul.  Az eredeti cikk szerkesztőit annak laptörténete sorolja fel. Ez a jelzés csupán a megfogalmazás eredetét és a szerzői jogokat jelzi, nem szolgál a cikkben szereplő információk forrásmegjelöléseként.